# Mapoka
Mapoka is een dorp in het district North-East in Botswana. De plaats telt 1789 inwoners (2011).